# Frenulum jezika
Frenulum jezika ili podjezična resica (lat. frenulum linguae), označava nabor mekog tkiva koji se proteže od dna usne šupljine do središnjeg dela ventruma jezika. Najčešće se sastoji od sluzokože, fibroze i gornjih vlakana genioglosalnog mišića. Zajedno s jezikom ima mastikatornu, fonetsku i mehaničku ulogu.

## Anatomija i funkcija
Frenulum jezika zajedno sa frenulumom gornje i donje usne  anatomske su strukture usne šupljine.
- Frenulum jezika označava nabor mekog tkiva koji se proteže od dna usne šupljine do središnjeg dela ventruma jezika. Najčešće se sastoji od sluzokože, fibroze i gornjih vlakana genioglosalnog mišića. Zajedno s jezikom ima mastikatornu, fonetsku i mehaničku ulogu.
- Frenulum usnice označava nabor sluzokože koji sadrži mišićna i vezivnotkivna vlakna. Funkcija mu je povezivanje sluzokože usne i obraza s alveolarnom mukozom, gingivom i periostom.[5]
- Frenulum gornje usne polazi od suture mediane, prolazi između središnjih inciziva na vestibularnu stranu alveolarnog nastavka i nastavlja se prema gornjoj usni, gdje prelazi u mišić orbicularis oris. Prisutan je u mlečnoj i trajnoj denticiji, kao i u ozubljenoj i neozubljenoj čeljusti1 . Frenulum donje usne ima istu funkciju i zauzima isti položaj kao i frenulum gornje usne.

## Anomalije frenuluma jezika
Jezik je organ koji služi za govor i komunikaciju među ljudima, tako da njegova veličina, oblik, veza sa dnom usne duplje mogu da budu uzrok nepravilnog govora i nemogućnosti izgovaranja nekih glasova. 
Patološki frenulum može uzrokovati stanje persistetne dijasteme, gingivnu recesiju na incizivima gornje i donje čeljusti, nemogućnost postizanja i održavanja adekvatne oralne higijene, nemogućnost nošenja mobilnih proteza kao i teškoće u govoru i hranjenju. 
Jedan od organskih uzroka koji može uticati na nepravilan izgovor je kratka podjezična resica. Za neke ljude kratak frenulum ne predstavlja nikakav problem. On vremenom može imati estetski značaj pa nije potreban nikakav tretman ili je potreban samo logopedski tretman. Međutim, kao posledica kratakog podjezičnog frenuluma kod beba može nastati problem sa sisanjem, a kao posledica kratkog i ograničenog frenuluma kod starije dece javlja se problem sa artikulacijom. U situacijama kada ovo stanje utiče na kvalitet govora i hranjenja savetuje se manja hirurška intervencija (frenektomija).

## Spoljašnje veze
- Lingual Frenulum — webmd.com (језик: енглески)

|  | Molimo Vas, obratite pažnju na važno upozorenje u vezi sa temama iz oblasti medicine (zdravlja). |

.